# یواس‌اس کریتندن (ای پی‌ای-۷۷)
یواس‌اس کریتندن (ای پی‌ای-۷۷) (به انگلیسی: USS Crittenden (APA-77)) یک کشتی بود که طول آن ۴۲۶ فوت (۱۳۰ متر) بود. این کشتی در سال ۱۹۴۴ ساخته شد.